# Curt Salomon-Sörensen
Curt Arnold Salomon-Sörensen, född 9 januari 1929 i Helsingborg, är en svensk byggnadsingenjör och arkitekt.
Salomon-Sörensen, som var son till stadsarkitekt Arnold Salomon-Sörensen och Esther Thurén, avlade realexamen i Helsingborg 1945, ingenjörsexamen i Hässleholm 1955, betongkontrollantkurs i Malmö 1956, bedrev studier i USA 1958–1959 och i konsthistoria vid Lunds universitet 1964. Han var försäljningsassistent hos AB Olsson & Rosenlund i Stockholm 1951–1953, anställd hos Anders Amilon konsulterande ingenjör i Helsingborg 1956 samt innehavare av Salomon-Sörensen Arkitektkontor AB i Helsingborg och Skånekonsulter arkitektkontor i Eslöv från 1957. Han var lärare på Helsingborgs yrkesskola 1957–1964, tekniska gymnasiet i Eslöv 1963–1964 och byggnadskonsulent i Kattarps landskommun 1960–1970. Han har varit av länsstyrelsen godkänd byggnadskontrollant för allmänna byggnader och av kronofogdemyndigheten anlitad värderingsman för fastighetsvärderingar. Av hans arbeten kan nämnas kommunalhus i Flyinge, yrkesskola i Eslöv, kontorshus i Malmö samt industrianläggningar i Helsingborg och Kalmar.